# Helen Taussig
Helen Brooke Тaussig (ur. 24 maja 1898 w Cambridge, zm. 20 maja 1986) – amerykańska lekarz kardiolog, pracująca w Baltimore i Bostonie, która stworzyła kardiologię dziecięcą. Opracowała koncepcję procedury przedłużającej życie dzieci z tеtralogią Fallota (najczęstsza przyczyna zespołu niebieskiego dziecka). Koncepcja ta została wykorzystana w praktyce jako manewr Blalocka-Taussig. Procedurę tę opracowali Alfred Blalock i Vivien Thomas, koledzy Taussig ze szpitala klinicznego Uniwersytetu Johnsa Hopkinsa.
Тaussig jest również znana z zaangażowania na rzecz zakazu stosowania i sprzedaży talidomidu.

## Wczesne życie i kariera
Helen Brooke Taussig była jednym z czwórki dzieci W. Franka Тaussig i Edith Thomas Guild. Jej ojciec był ekonomistą z Uniwersytetu Harvarda, a jej matka była jedną z pierwszych uczennic w żeńskim Radcliffe college.
Matka dziewięcioletniej Taussig zmarła na gruźlicę; Helen cierpiała również z powodu choroby przez kilka lat, co znacznie utrudniło jej wczesną edukację. W czasie szkoły zmagała się także z poważną dysleksją. Wyższe wykształcenie zdobyła w szkole dla dziewcząt w Cambridge w 1917, po czym dwa lata studiowała w Radcliffe, nim zdobyła bachelor’s degree na Uniwersytecie Kalifornijskim w Berkeley w 1921.
Taussig studiowała później histologię, bakteriologię i anatomię – zarówno w Harvard Medical School, jak i na Uniwersytecie Bostońskim – jednak żadna z tych szkół nie dopuściła jej do obrony wyższego wykształcenia. Była szczególnie dyskryminowana w swojej klasie histologicznej, gdzie z obawy, że „zarazi” swych męskich kolegów, nie pozwolono jej w ogóle przemawiać. W 1925, jako studentka anatomii na Uniwersytecie Bostońskim, opublikowała (wraz z Aleksandrem Beggem) swoją pierwszą pracę naukową, dotyczącą badań serca wołu. Złożyła aplikację w Johns Hopkins University School of Medicine i została zaakceptowana jako kandydatka na stopień doktorski. Uzyskała go w 1927, po czym pozostała tam przez rok jako kardiolog i przez kolejne dwa lata jako internistka pediatra.
W późniejszym okresie kariery dr Taussig straciła słuch. Nauczyła się czytać z ruchu ust i używała z aparatu słuchowego, by rozmawiać z pacjentami. Zamiast stetoskopu używała palców, by usłyszeć rytm serca.

## Kariera medyczna i emerytura
Тaussig rozpoczęła swoją karierę po doświadczeniach w kardiologii, jako kierowniczka oddziału gorączki reumatycznej. Następnie zatrudniono ją na pediatrycznym wydziale Uniwersytetu Johnsa Hopkinsa, w Harriet Lane Home, jako jego przełożoną, gdzie pracowała od 1930 do 1963. W czasie tego okresu odkryła przyczyny zespołu błękitnego dziecka. Pracowała z chirurgiem Alfredem Blalockiem i Vivienem Thomasem, co zaowocowało opracowaniem procedury operacji w celu skorygowania wady, nazywanej obecnie zabiegiem Blalock-Taussig-Thomas. Początkowo wykonywali oni procedurę na psach, ale od 1946 zaczęli wykonywać operacje na ludzkich niemowlętach. W tym samym roku Taussig była profesorem nadzwyczajnym Uniwersytetu Johnsa Hopkinsa; otrzymała stanowisko profesora w 1959. W 1947 opublikowała swoje wielkie dzieło, Wrodzone wady serca, uważane za podstawę w dziedzinie rozwoju kardiologii dziecięcej.
Тaussig oficjalnie zrezygnowała z posady na Uniwersytecie Johnsa Hopkinsa w 1963, ale nadal uczyła, dawała wykłady i udzielała się. Dodatkowo pisała artykuły naukowe (ze 129, które napisała, 41 opublikowano po jej odejściu z tej uczelni). Była zwolenniczką wykorzystywania zwierząt w badaniach medycznych i legalizacji aborcji, a także świadczeń opieki paliatywnej i hospicjum. Тaussig dowiedziała się również o szkodliwym działaniu leku talidomidu na noworodki i w 1967 zeznała przed Kongresem w tej sprawie, po podróży do Niemiec, gdzie pracowała z niemowlętami, cierpiącymi na fokomelię (ciężką deformację kończyn). W wyniku jej starań talidomid został zakazany w Stanach Zjednoczonych i Europie. W 1977 Тaussig przeniosła się do domu opieki w Kenneth Square, w stanie Pensylwania. Pozostawała aktywna i jeździła na Uniwersytet Delaware (University of Delaware), by prowadzić badania. Тaussig była pionierką w użyciu radiografii i fluoroskopii jednocześnie, do badania dziecięcych serc i płuc w mniej inwazyjny sposób. Zmarła, nie dokończywszy swych badań nad genetycznymi podstawami niektórych defektów ptasich serc.

## Śmierć i spuścizna
20 maja 1986, cztery dni przed 88. urodzinami, Тaussig jechała z grupą przyjaciół, aby zagłosować w wyborach samorządowych, gdy jej samochód zderzył się z innym autem na skrzyżowaniu, w wyniku czego zmarła. Na Uniwersytecie Johnsa Hopkinsa nazwano na jej cześć centrum kardiochirurgii, a w 2005 także jeden z czterech oddziałów. Uniwersytet w Getyndze nazwał klinikę kardiologiczną na jej cześć w 1965.

## Odznaczenia
W 1947 Тaussig została uhonorowana przez Francję jako kawaler (rycerz) Legii honorowej. W 1953 otrzymała honorowy medal od amerykańskiego kolegium lekarzy piersi. Została nagrodzona we Włoszech nagrodą Feltrinelli w 1954; w tym samym roku otrzymała Nagrodę Laskera za swą pracę. Została wybrana członkiem Amerykańskiej Akademii Sztuki i Nauki w 1957. W 1963 otrzymała złotą nagrodę serca. Została uhonorowana przez American Heart Association nagrodą za zasługi w 1967. Honorowe członkostwo American College of Cardiology w 1960. Тaussig otrzymała prezydencki medal wolności od prezydenta Lyndona Johnsona w 1964, a w kolejnym roku została pierwszą prezeską American Heart Association. W 1973 Тaussig została wybrana do Narodowej Akademii Nauk, 27 lat po tym, jak Blalock został wybrany za ich wspólną pracę nad zabiegiem Blalock-Taussig. W ciągu swojej kariery Тaussig zdobyła ponad 20 tytułów honorowych.
Blalock i Тaussig zostali wspólnie odznaczeni nagrodą międzynarodowego funduszu Gairdner w Kanadzie.
Тaussig była członkinią wielu prestiżowych związków podczas swojej kariery. Była członkinią American Pediatric Society oraz Society for Pediatric Research i American College of Physicians. Amerykańskie Towarzystwo Pediatryczne uhonorowało ją nagrodą Howland w 1971, a Johns Hopkins odznaczył ją medalem Eisenhowera w 1976.

## Wykorzystanie postaci w filmie
W filmie Something the Lord Made, wyprodukowanym w 2004 przez HBO, postać dr Тaussig zagrała Mary Stuart Masterson.